# Reeßum
Reeßum è un comune di 1.719 abitanti della Bassa Sassonia, in Germania.
Appartiene al circondario (Landkreis) di Rotenburg (Wümme) (targa ROW) ed è parte della comunità amministrativa (Samtgemeinde) di Sottrum.

## Geografia antropica

### Suddivisioni amministrative
Il territorio comunale comprende il capoluogo Reeßum e le frazioni (Ortsteil) di Clüversborstel, Schleeßel e Taaken.